# So Far Away (canción de Avenged Sevenfold)
«So Far Away» es el tercer sencillo de la banda estadounidense Avenged Sevenfold desprendido del disco Nightmare (2010). Fue escrita por el guitarrista líder de la banda, Synyster Gates. Es un tributo al baterista original del grupo, Jimmy "The Rev" Sullivan, fallecido en 2009. El sencillo fue anunciado en marzo, mientras hacían el tour "Nightmare After Christmas".

## Video
El vídeo se estrenó el 10 de mayo de 2011 en la página oficial de MTV y Avenged Sevenfold. En él se puede ver un recorrido de la vida de la banda, los momentos pasados con el fallecido baterista así como también aparecen vídeos e imágenes en dónde se puede ver a Jimmy "The Rev" Sullivan en conciertos.
El vídeo fue dirigido por Wayne Isham, que también  dirigió otros vídeos de Avenged Sevenfold como Afterlife y Seize the Day.
Hacen honor al fallecido ¨The Rev¨ por eso el baterista, en este caso Mike Portnoy no aparece en dicho vídeo.
En una entrevista realizada a Synyster Gates (Guitarrista líder de la banda) éste dice: "Fue mi primera vez escribiendo la letra, no se que diablos estaba pensando acerca de eso, pero esa letra expresa exactamente lo que siento acerca de Jimmy, quién es el, y todas esas cosas".

## Posicionamiento en listas
| Lista (2011)                            | Mejor posición |
| --------------------------------------- | -------------- |
| Estados Unidos (Alternative Songs)      | 15             |
| Estados Unidos (Mainstream Rock Tracks) | 1              |
| Estados Unidos (Rock Songs)             | 5              |

## Créditos
- Voz: Matt Shadows
- Guitarra rítmica y acústica, coros: Zacky Vengeance
- Primera guitarra y coros: Synyster Gates
- Bajo: Johnny Christ

Músicos adicionales
- Batería: Mike Portnoy
- Guitarra acústica: Brian Haner Sr.

Producción
- Mike Elizondo — productor
- Andy Wallace — mezclador
- Ted Jensen — masterizador

| Anterior: «Lies of the Beautiful People» de Sixx:A.M. | Mainstream Rock Songs — Sencillo Nro 1 30 de julio de 2011 — 19 de agosto de 2011 | Siguiente: «Lowlife» de Theory of a Deadman |